# Kipcsakok

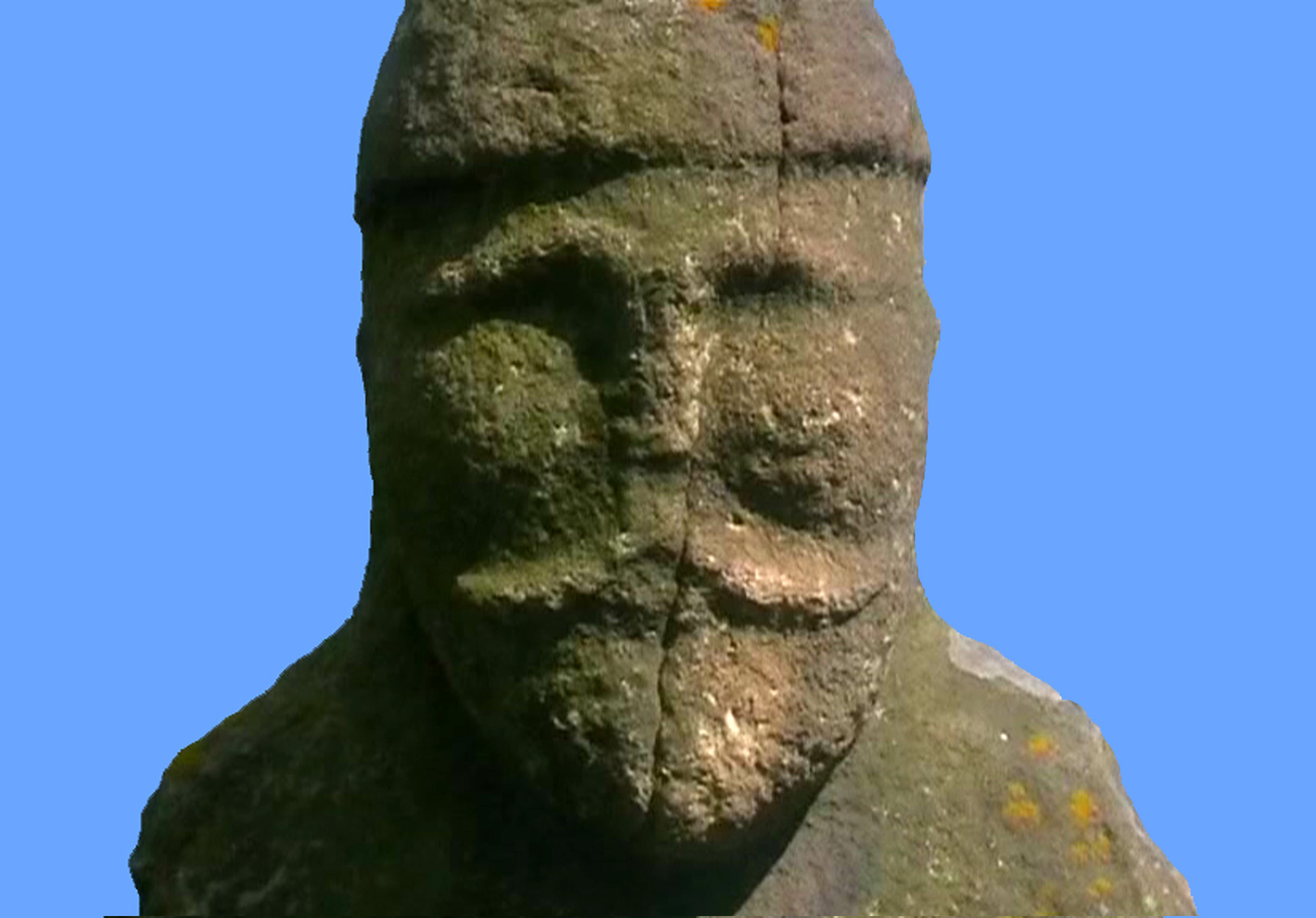
Ősi kipcsak portré a 12. századból, Luhanszk

A kipcsakok (török: Kıpçak) török nép volt a középkorban, illetve a turkológiában a kipcsak egy összefoglaló név is, amely az altaji nyelvcsaládhoz tartozó köztörök nyelvek egyik népes ágát jelöli. Eredetileg a kimekek törzsszövetségéhez tartoztak és a Tobol és az Isim folyók középső folyásának vidékén éltek. A 11. század közepén kiváltak a kimek törzsszövetségtől és csatlakoztak az ekkor tőlük délre lakó kunok és szárik (sárga ujgurok) törzseihez kialakítva a kipcsak-sári-kun törzsszövetséget. A törzsszövetség nyugat felé kezdett terjeszkedni, és a 11. század utolsó harmadára már az Al-Dunáig uralták a sztyeppét. Európában a vegyes etnikumú törzsszövetséget kunok, kumánok, kipcsakok, polovecek, kanglik néven is ismerték, valójában csak egy részük volt kipcsak. A kipcsaknak vagy a középkori forrásokban kunnak nevezett népcsoport egy töredéke a tatárjárás elől Magyarország területére menekült. A kipcsak-török népek irodalmának és a köztörök nyelvek közé tartozó nyelvének legrégibb, legfontosabb nyelvemléke a Codex Cumanicus.

### Kipcsakok nyomai Anatóliában
A bizánci földeket és városokat kifosztó, körbe-körbe bolyongó kipcsakok meg akarták akadályozni őket abban, hogy tönkretegyék a bizánci földeket, és kihasználják katonai képességeiket. III. İoannes császár ezek közül a kipcsakok egy részét a Bizánci Szolgálathoz, néhányat Trákiába és Macedóniába, másokat Anatóliában a Mendenderes-medencébe (Menderes folyó és környéke), néhányat pedig a Fríg és Bithynia mezőre vitt át. A mai régiókban telepedtek le: (Ankara, Afyon, Eskişehir, Bolu, Düzce, Kastamonu, Sakarya, Zonguldak) gazdálkodóként és a Nicea Birodalom és a Latin Birodalom területein telepedtek le, hogy megvédjék a mongoloktól és a szeldzsukoktól. Amikor az oszmánok meghódították a földeket, ahol éltek, ezek a kipcsak-kunok kiegészültek a türkménekkel, és asszimilálódtak a muszlim oguz törökök közé.

## A kipcsak-szári-kun törzsszövetség

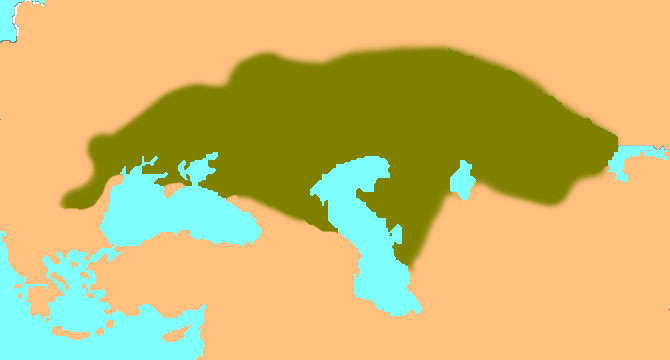
A kipcsak-szári-kun törzsszövetség területe 1200 körül. A terület sohasem állt egységes, központi vezetés alatt, kipcsak vagy kun birodalomról ezért nem beszélhetünk ebben az értelemben

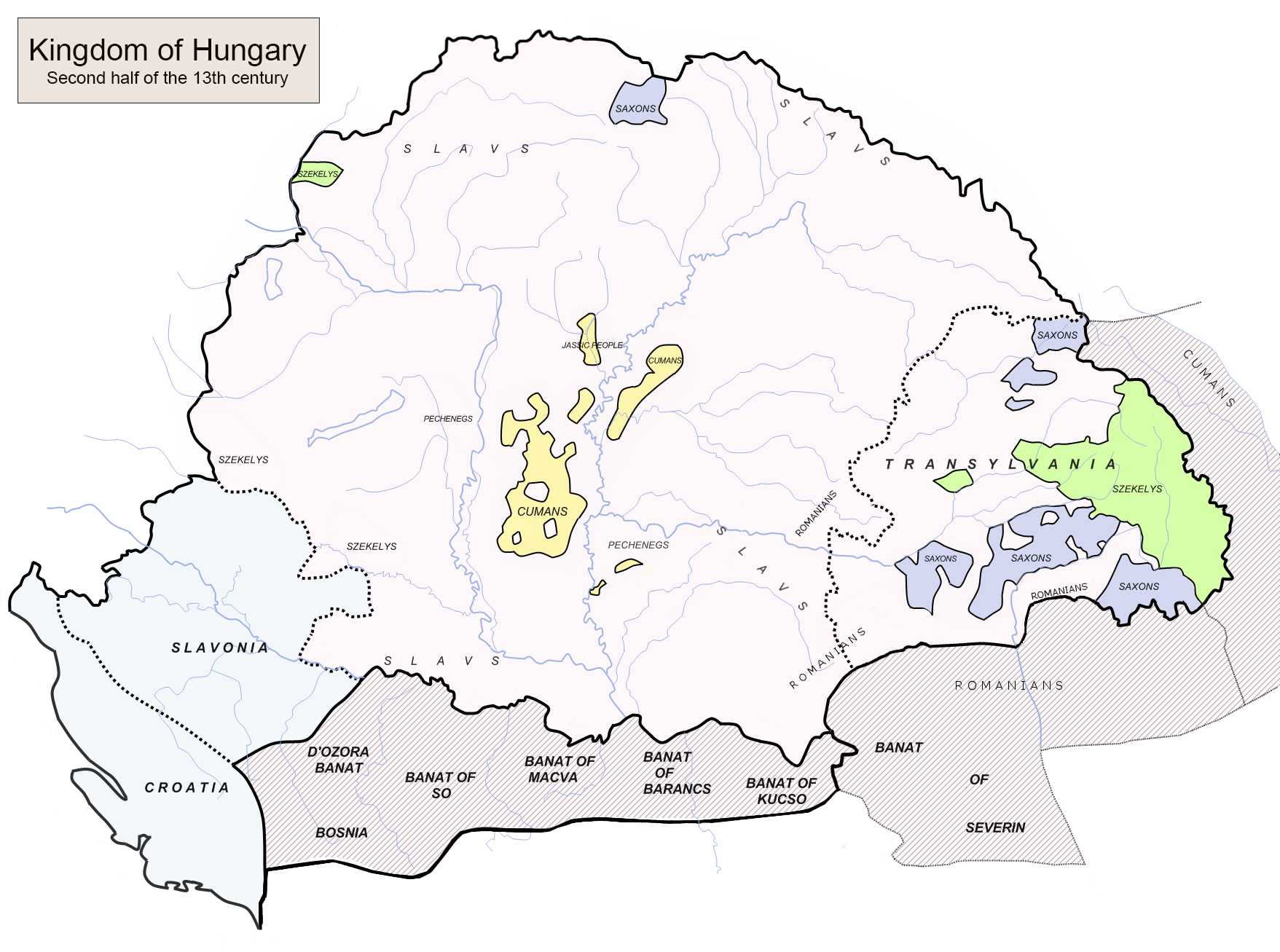
A kunok szállásterületei a Magyar Királyság területén a 13. században

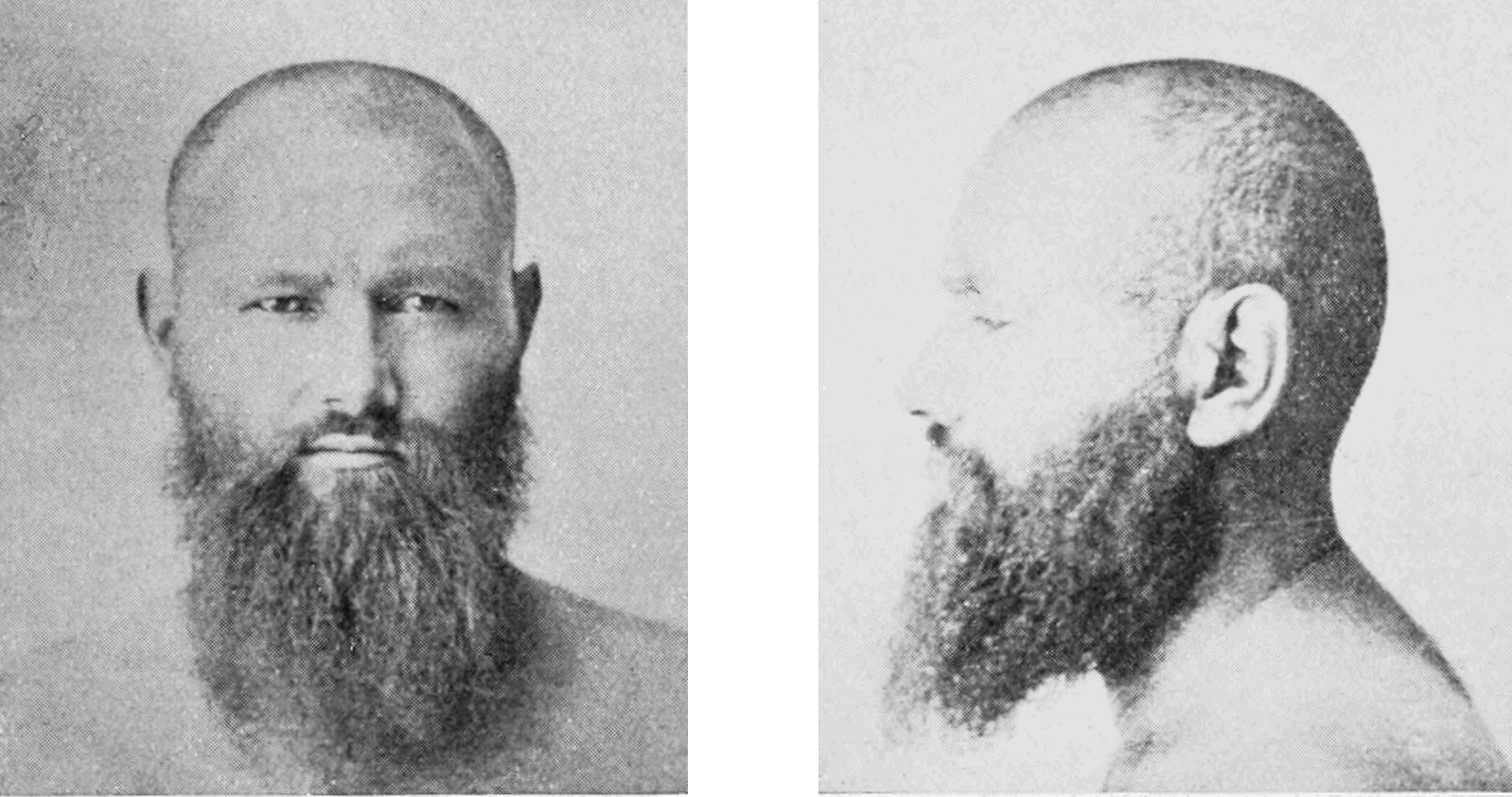
Kipcsak férfi portré

A 11. század első felében a keletről érkező ázsiai kunok és sárga ujgurok (szárik) kiszorították addigi lakóhelyükről az Aral-tó mellékén az addig ott élő úzokat, valamint a tőlük keletre, a Balkas-tó felé lakó türkméneket. A kipcsakok részei lettek az újonnan formálódó kipcsak-szári-kun törzsszövetségnek, amelyik 1070 körülre sztyeppét a Balkas-tótól már az Al-Dunáig ellenőrizte. Ekkortól lehetetlen megállapítani, a törzsszövetség mely etnikumai hol laktak, az európai források kunok, kumánok, polovecek, kipcsakok, kanglik néven is ismerték őket. A kumán az ótörökben „fakó, halvány sárgás”, a polovec az oroszban „halványsárga, sápadt” jelentésű. Ezek a névváltozatok a szárik, azaz „sárga” ujgurok nevéből jön, akik szőkés hajukról kapták ezt a jelzőt, ami a tokhárokkal való korábbi keveredésük következménye. De ekkorra már ezeket a neveket az egész törzsszövetségre használták a források, ezért a kipcsakok története már elválaszthatatlan az ázsiai kunokétól. A kunok hatalmas ázsiai területeket birtokló törzsszövetségére a mongolok előrenyomuló hódító hadjárata mért megsemmisítő csapást 1223-ban a Kalka menti csatában. A kunok a 13. században kétszer is betelepültek a Magyar Királyságba, azonban mindkét alkalommal viszályokba keveredtek az akkorra már letelepült magyarokkal. 1227-ben Barc (Bejbarsz) és Membrok vezérek népeikkel együtt megkeresztelkedtek és elismerték a magyar királyt hűbérúrként. 1238-ban Batu kán legyőzte Kötöny kun fejedelem seregét. 1239-ben a menekülő Kötöny IV. Béla engedélyével népével beköltözött a magyar király területeire, és a Tisza, Temes, Maros és Körös folyók mentét szállta meg. A tatárjárást követően egy részük tartósan megtelepedett az Alföldön, és fokozatosan asszimilálódott.

## Nyelvük
A kipcsakok nyelve, a kipcsak nyelv a török nyelvek északnyugati köztörök ágába, azon belül a kipcsak nyelvek közé tartozik. A nyelvcsaládba a baskír, kazanyi tatár (tatár), kirgiz, kazak, karakalpak, nogaj, kumük, karacsáj, balkár, krími tatár, karaim nyelvek tartoznak, A kipcsak vagy északnyugati nyelvek mára már kihalt nyelvei: besenyő, kun, örmény-kipcsak, mameluk-kipcsak.
A Magyar Királyság területére betelepült kunok a 16. század végéig megőrizték a a török nyelvek kipcsak ágához tartozó nyelvüket. Ma élő legközelebbi rokona többek között a kazak és kirgiz nyelv.
Amikor az örmény diaszpóra a 13. században a Krím-félszigetről észak felé, a mai lengyel–ukrán határvidék területére vándorolt, magával vitte a krími szétszóratásban felvett kipcsak nyelvet. Az örmények a Krímben mindennapi nyelvüket az ott beszélt tatár dialektusra váltották fel, s az örményt csak egyházi célokra használták mint a magasabb műveltség nyelvét. Új tatár nyelvüket is a hagyományos örmény ábécével kezdték el lejegyezni, s ezt a nyelvet nevezte el a későbbi kutatás a 20. században először örmény-tatárnak, majd örmény-kipcsaknak. Bár az örmény-kipcsak nyelv kétségkívül a Krímben jött létre, szövegemlékeik, azaz örmény betűkkel írt tatár (kipcsak) szövegek csak a lengyel–ukrán területről maradtak fenn. A legtöbb írott emlék Velence és Bécs örmény mechitaristáinak kolostoraiban őrződött meg, de Lembergben (ma L’viv Ukrajnában) és Lengyelország nagy könyvtáraiban is sok munkát tartanak számon.